# Gian Marco Moroni
Gian Marco Moroni (ur. 13 lutego 1998 w Rzymie) – włoski tenisista.

## Kariera tenisowa
W karierze zwyciężył w jednym singlowym turnieju cyklu ATP Challenger Tour. Ponadto wygrał jeden singlowy turniej rangi ITF.
W rankingu gry pojedynczej najwyżej był na 159. miejscu (13 czerwca 2022), a w klasyfikacji gry podwójnej na 327. pozycji (20 maja 2019).

### Zwycięstwa w turniejach ATP Challenger Tour

#### Gra pojedyncza
| Końcowy wynik | Nr | Data            | Turniej  | Nawierzchnia | Przeciwnik     | Wynik finału |
| ------------- | -- | --------------- | -------- | ------------ | -------------- | ------------ |
| Zwycięzca     | 1. | 27 czerwca 2021 | Mediolan | Ceglana      | Federico Coria | 6:3, 6:2     |